# La Sorcière de Noël
Pour plus de détails, voir Fiche technique et Distribution.
La Sorcière de Noël (La Befana vien di notte) est un film de Noël hispano-italien réalisé par Michele Soavi et sorti en 2018.

## Fiche technique
Sauf indication contraire, les informations mentionnées dans cette section peuvent être confirmées par la base de données cinématographiques IMDb,  présente dans la section « Liens externes ».
- Titre français : La Sorcière de Noël
- Titre original : La Befana vien di notte
- Réalisateur : Michele Soavi
- Scénario : Nicola Guaglianone (it)
- Photographie : Nicola Pecorini
- Montage : Pietro Morana
- Musique : Andrea Farri (it)
- Producteur : Andrea Occhipinti (it), Massimo Di Rocco, Luigi Napoleone, Francesco Tatò, Tommaso Arrighi
- Sociétés de production : Lucky Red (it), Rai Cinema, Morena Films
- Pays de production :  Italie et  Espagne
- Langue de tournage : italien
- Format : Couleurs - 2,35:1
- Durée : 98 minutes (1 h 38)
- Genre : Comédie de fantasy
- Dates de sortie :
  - Italie : 27 décembre 2018

## Distribution
- Paola Cortellesi : Paola Sostegni / Befana
- Stefano Fresi (it) : Giovanni Rovasio / M. Johnny
- Fausto Maria Sciarappa (it) : Giacomo
- Giovanni Calcagno (it) : Igor
- Giuseppe Lo Piccolo : Smilzo
- Luca Avagliano (it) : Gino
- Odette Adado : Emilia
- Jasper Gonzales Cabal : Giuseppe
- Diego Delpiano : Ivan
- Robert Ganea : Leo
- Francesco Mura : Riccardo
- Clòe Romagnoli : Sveva

## Suite
- La Sorcière de Noël 2 : Les origines (La Befana vien di notte II - Le origini) de Paola Randi (2021).